# ماري هاريسون
ماري هاريسون (بالإنجليزية: Mary Harrison) ولدت في ( 3 أبريل 1858م - وتوفيت في 28 أكتوبر 1930م )، ابنة رئيس الولايات المتحدة الثالث والعشرين بنجامين هاريسون، والسيدة أولى للولايات المتحدة الأمريكية من 25 أكتوبر 1892 حتى 4 مارس 1893.